# Luis Calderón
Luis Calderón (Lima, 21 de junio de 1929-Callao, 24 de mayo de 2022)fue un futbolista peruano y se desempeñaba en la posición de centrocampista. Era primo del exfutbolista y entrenador Marcos Calderón. Fue apodado "Joe" por su parecido con el boxeador Joe Louis.

## Trayectoria
Se inició en el club de su barrio Carlos Concha del Callao donde debutó en 1944 y destacaría rápidamente y pasó al Sport Boys el más grande de su región, club en el cual a los 17 años formaba en el primer equipo en 1946 y en 1951 salió campeón. 
En 1957 luego de las eliminatorias al Mundial de Suecia fue contratado por Universitario de Deportes club en el cual debutó en 1958, jugó hasta la temporada 1963 primero como mediocampista y con posterioridad como defensa central. 
En 1964 pasó al KDT Nacional club en el que jugó hasta el fin de la temporada, donde decidió retirarse.

## Selección nacional
Fue internacional con la selección de fútbol del Perú en 36 ocasiones. Debutó el 13 de abril de 1949, en un encuentro ante la selección de Paraguay que finalizó con marcador de 3-1 a favor de los paraguayos.

### Participaciones en el Campeonato Sudamericano
| Torneo                       | Sede    | Resultado     |
| ---------------------------- | ------- | ------------- |
| Campeonato Sudamericano 1949 | Brasil  | Tercer puesto |
| Campeonato Sudamericano 1953 | Perú    | Quinto puesto |
| Campeonato Sudamericano 1955 | Chile   | Tercer puesto |
| Campeonato Sudamericano 1956 | Uruguay | Sexto puesto  |
| Campeonato Sudamericano 1957 | Perú    | Cuarto puesto |

## Clubes
| Club                      | País | Año         |
| ------------------------- | ---- | ----------- |
| Carlos Concha             | Perú | 1944 - 1945 |
| Sport Boys                | Perú | 1946 - 1957 |
| Universitario de Deportes | Perú | 1958 - 1963 |
| KDT Nacional              | Perú | 1964        |

## Estadísticas
| 1958  | 18  | 0 |
| 1959  | 22  | 0 |
| 1960  | 19  | 0 |
| 1961  | 19  | 0 |
| 1962  | 15  | 0 |
| 1963  | 11  | 0 |
| Total | 102 | 0 |

## Palmarés

### Campeonatos nacionales
| Título                 | Club                      | País | Año  |
| ---------------------- | ------------------------- | ---- | ---- |
| Liga Peruana de Fútbol | Sport Boys                | Perú | 1951 |
| Liga Peruana de Fútbol | Universitario de Deportes | Perú | 1959 |
| Liga Peruana de Fútbol | Universitario de Deportes | Perú | 1960 |

### Copas internacionales
| Título              | Equipo             | País | Año  |
| ------------------- | ------------------ | ---- | ---- |
| Juegos Bolivarianos | Selección nacional | Perú | 1948 |